# Битка у Јаришмардију
Битка у Јаришмардију (рус. Бой у Ярышмарды), такође позната и као Шатојска заседа, се одиграла за време Првог чеченског рата, 16. априла 1996. године у месту Јаришмарди јужно од Грозног, главног града Чеченије. Она је започела када су колони оклопних и других возила која је чинила 2. батаљон 245. моторизованог стрељачког пука руске војске засједу поставиле снаге Чеченске Републике Ичкерије које су чинили локални милитанти на челу са Русланом Гелајевим и страни, претежно арапски, добровољци на челу са Ибн ел Хатабом. Чеченске снаге су изабрале изузетно погодно место за заседу, а затим је врло пажљиво припремили - темпираним минама којима су уништена возила на самом почетку и крају колоне, чиме је руским снагама онемогућен бег. Током три сата борбе готово сва возила - којих је, према различитим изворима, било између 27 и 50, уништена су, а готово сви руски војници убијени; према руским изворима, погинуло је између 76 и 95 руских војника. Ибн-Хатаб је недуго након заседе направио видео-снимак у којем тријумфално парадира поред колоне уништених возила и десетина угљенисаних лешева руских војника; она му је донела изузетно популарност међу чеченским саборцима, али и подстакла бројне добровољце из других исламских земаља да му се придруже. Заседа је представљала до тада најтежи ударац руској војсци и изазвала расправу у руској Државној думи, и интензивирала позиве руском председнику Борису Јељцину да смени министра одбране Павела Грачева чијој су се неспособности приписивали ти и други порази.